# Coral Borda
Coral Borda (Rio de Janeiro, ) é uma ex-ginasta brasileira, que competiu em provas de ginástica artística.
Coral representou a equipe brasileira que disputou o Mundial de Gante, em 2001, na Bélgica. Nele, fora 153ª colocada na primeira fase da classificação do individual geral. Após, matriculou-se na Universidade de Oklahoma, e passou a competir no NCAA Championships. Em 2008, iniciou seu trabalho com a romena Nadia Comaneci, no clube que a atleta possui em Oklahoma.